# Jackie Clark
A. J. ’Jackie’ Clark (Melbourne, 2 maart 1887 – Santa Barbara (Californië) (Verenigde Staten), 22 december 1958) was een Australisch wielrenner, die professional was tussen 1905 en 1920.
Jackie Clark was een van de populaire 'Aussies' op de Amerikaanse wielerbanen in het begin van de 20ste eeuw, waar toen groot geld te verdienen was. Clark deed mee met de besten in baansprints, scratch races, ploegkoersen en zesdaagsen.

## Belangrijkste overwinningen
1909
- Zesdaagse van New York; + Walter Rütt

1910
- Zesdaagse van Berlijn; + Walter Rütt

1911
- Zesdaagse van Buffalo; + Ernie Pye
- Zesdaagse van New York; + Joe Fogler

1913
- Zesdaagse van Berlijn; + Alfred Hill